# Locketina fissivulva
Locketina fissivulva är en spindelart som först beskrevs av Alfred Frank Millidge och Anthony Russell-Smith 1992.  Locketina fissivulva ingår i släktet Locketina och familjen täckvävarspindlar. Inga underarter finns listade i Catalogue of Life.